# 203e brigade école d'aviation
La 203e brigade école d'aviation (en ukrainien : 203-тя навчальна авіаційна ; numéro d'unité militaire A4104) est une unité de la Force aérienne ukrainienne basé sur la base aérienne de Tchouhouïv, elle est liée à l'Université nationale de la Force aérienne Ivan Kojedoub.

## Équipement
- Antonov An-26 ;
- L39M1 ;
- et sur hélicoptères Mil Mi-8.

## Historique
Elle est formée sur la base du 810e régiment d'aviation de l'URSS qui est transféré en 1992 à l'Ukraine.